# Elektrownia

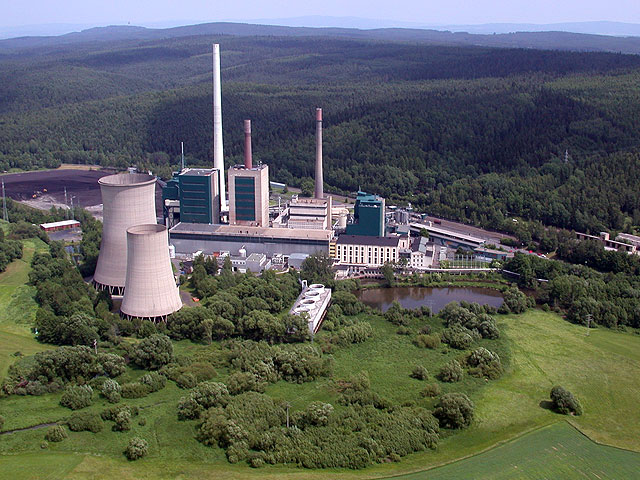
Elektrownia

Elektrownia – zakład przemysłowy wytwarzający energię elektryczną przez przetwarzanie innych form energii pierwotnej.
Elektrownia jest to obiekt techniczny składający się z jednego lub kilku zespołów urządzeń służących do wytwarzania energii elektrycznej.

## Typy elektrowni
Podział ze względu na wykorzystanie ciepła odpadowego:
- elektrownia kondensacyjna
- elektrociepłownia

Podział ze względu na źródło energii pierwotnej:
- konwencjonalne
  - elektrownia węglowa (zob. też IGCC)
  - elektrownia gazowa
  - elektrownia jądrowa
- niekonwencjonalne (źródła odnawialne)
  - elektrownia słoneczna (zob. też. elektrownia orbitalna)
  - elektrownia wiatrowa
  - elektrownia wodna
    - elektrownia maremotoryczna
    - elektrownia maretermiczna

  - elektrownia geotermalna

Ponadto wyróżnia się typy:
- elektrownia cieplna
- elektrownia szczytowo-pompowa